# Student
En student er en person, der har taget en studentereksamen, dvs. en af de danske gymnasiale uddannelser almen studentereksamen (stx), merkantil studentereksamen (hhx), teknisk studentereksamen (htx) eller hf-eksamen (hf) eller en tilsvarende, evt. udenlandsk eksamen. Betegnelsen bruges især lige omkring og kort efter erhvervelsen af studentereksamenen.
Undertiden anvendes en uddybende betegnelse for at præcisere studentereksamenens karakter, f.eks. htx-student, hhx-student eller handelsstudent, stx- eller almen student eller hf-student.

## Studenter og studerende
Betegnelsen student bruges også i betydningen "en studerende" – en person, der er i gang med en videregående uddannelse, f.eks. på et universitet. Denne betydning er ikke mindst anvendt i en række sammensatte ord, eksempelvis Studenterforeningen, Studenteroprøret, Studentersamfundet osv. Denne alternative sprogbrug har tidligere været mere udbredt på dansk, men er siden ca. 1970 i vid udstrækning gået af brug, hvad angår danske studerende; den bruges dog fortsat ofte på dansk, når man taler om udenlandske forhold. Den danske sprogforsker Erik Hansen bemærkede således i 1991: "Der er en del gange blevet meldt om uroligheder i Beograd, hvorved jugoslaviske studenter har været aktive (fx RA 11.3.91). Havde det nu været i Ålborg der havde været optøjer, ville man have kaldt dem studerende".

### Studine
Hunkønsformen af "student", studine, bruges derimod som regel om kvindelige studerende (i det omfang, udtrykket overhovedet bruges). Studine bruges altså kun sjældent om en kvinde, der netop har bestået studentereksamen.

### Norsk
På norsk, hvor ordet "student" også er blevet anvendt med begge betydninger, kan den modsatte udvikling ses: Her har betydningen "studerende" nærmest fortrængt betydningen "person, der (for nylig) har aflagt examen artium (studentereksamen)".

## Studenterkørsel
Studenterkørsel er en betegnelse for den køretur, som en studenterklasse kører nogle dage efter, at de har modtaget deres eksamensbevis. Man starter hos én fra klassen, eller på skolen direkte efter dimission, med morgenmad og derefter fortsætter man rundt til de andre klassekammeraters hjem for at hilse på forældrene, drikke en øl og eventuelt få en snack eller lignende. Før i tiden kørte man som regel i hestevogn, men i nyere tid er det mest normalt, at man kører i lastbil, hvor studenterne står på ladet og synger osv.
Studenterkørsel er underlagt en specialiseret lovgivning også kaldet Regler for eksamenskørsel. Denne bliver årligt revideret og forbedret for løbende at sikre studenternes sikkerhed i forbindelse med studenterkørsel.